# Sonnerie de bassin
La sonnerie de bassin est une pratique musicale traditionnelle bretonne. Elle consiste à faire résonner une bassine de cuivre à l'aide de brins de jonc tendus et frottés entre les doigts. En 2014 le ministère de la culture a inscrit la pratique à l'inventaire du patrimoine culturel immatériel de la France.

## Description

### Aire géographique
En 1948, l'ethnologue Arnold Van Gennep a mené une enquête cherchant à déterminer l'aire géographique de pratique de la sonnerie de bassin. La carte qu'il en a tirée décrit une zone comprenant la Bretagne, la Vendée et quelques localités d'Anjou. Roland Becker et Laure Le Gurun, qui ont publié une étude fouillée sur le sujet en 2023, identifient surtout la Haute-Bretagne, plus particulièrement le pays de Redon, le pays de Questembert et le pays de Fougères, comme le cœur de la pratique, même si d'autres zones en Haute et en Basse-Bretagne sont aussi concernées.

### Dénominations
Pratique traditionnelle et populaire assez peu documentée, la sonnerie de bassin porte de nombreux noms vernaculaires, y compris en gallo, poitevin et breton, souvent sous la forme de locutions verbales, parmi lesquelles: tirer les joncs, faire brinder les poêles, faire bromer la pônne, traire la chèvre, etc.

### Historique
La plus ancienne trace écrite connue concernant la sonnerie de bassin est un manuscrit de l'historien Armand-Louis-Bon Maudet de Penhouët (1764-1839), datant de 1800 environ, redécouvert par Gustave de Closmadeuc et réédité dans le Bulletin de la Société polymathique du Morbihan en 1888. Maudet de Penhouët écrit ceci: « La veille de la Saint-Jean [...], des femmes sortent avec leurs bassins; on se procure quelques brins de joncs. Elles en placent à travers le bassin dans son grand diamètre et font glisser le pouce et l'index le long du jonc qui vibre comme une corde et communique des sons. Chacun en faisant autant à sa porte, tout le canton est en harmonie et l'étranger qui n'en serait prévenu pourrait croire que c'est un concert ancien. Il n'est pas aisé de remonter à la source de cet usage. »

### Matériel[3]
La sonnerie de bassin utilise plusieurs éléments matériels:
- un trépied métallique
- un bassin de cuivre posé sur le trépied (un bassin sans anses et non un chaudron)
- de l'eau au fond du bassin
- des objets métalliques au fond du bassin (clés, pièces de monnaie)
- des brins de jonc cueillis récemment

### Temporalité
La sonnerie de bassin est étroitement associée aux célébrations du solstice d'été, d'origine païenne et christianisées sous le nom de «fêtes de la Saint-Jean». On tire le plus souvent les joncs le 23 juin au soir, au moment où est allumé le feu de la Saint-Jean.

### Production des sons
Le bassin étant posé sur un trépied, avec un peu d'eau et quelques objets métalliques dans le fond, quelques brins de joncs sont tendus par une personne agenouillée d'un côté du bassin. Une autre personne, debout ou agenouillée de l'autre côté, saisit les brins de jonc de ses doigts mouillés et les frotte en tirant alternativement avec une main puis avec l'autre, dans un mouvement qui rappelle la traite. La vibration des brins de jonc se traduit peu à peu par l'émission d'un son monocorde, continue, évoquant celui d'un bourdon. Le son de la sonnerie de bassin s'apparente à celui des bols tibétains.